# Počakovo
Počakovo este o localitate din comuna Radeče, Slovenia, cu o populație de 138 de locuitori.